# 路朝霖
路朝霖，字訪岩，一号蕙櫋，贵州畢節人，清朝政治人物，進士出身。

## 生平
光緒二年（1876年）丙子恩科進士，二甲六十五名，選翰林院庶吉士，散館改知縣，官至河南候補道。著有《紅鵝館詩鈔》二卷。工書法。